# Redukcja Clemmensena
Redukcja Clemmensena – reakcja chemiczna polegająca na redukcji związków karbonylowych: aldehydów lub ketonów za pomocą amalgamatu cynku we wrzącym stężonym kwasie solnym, w wyniku której grupa karbonylowa (>C=O) zostaje przeprowadzona w grupę metylenową (>CH2, redukcja ketonów) lub metylową (–CH3, redukcja aldehydów). Nazwa reakcji pochodzi od jej odkrywcy, duńskiego chemika Erika Clemmensena.
Mechanizm nie jest dokładnie poznany. Współcześnie proponuje się 2 sprzeczne mechanizmy: karboanionowy, w którym o szybkości reakcji decyduje atak atomu cynku na węgiel karbonylowy, a kluczowymi związkami pośrednimi są dianiony −Zn−CR2−; oraz rodnikowy, z przejściowym cynkowym związkiem karbenoidowym, Zn=CR2:
Redukcja Clemmensena jest szczególnie wydajna dla ketonów arylowo-alkilowych. Dla ketonów alifatycznych bądź cyklicznych wydajniejsza jest redukcja za pomocą czystego cynku. W redukcji ważne jest, aby substrat był trwały w silnie kwaśnym środowisku, niezbędnym do przeprowadzenia reakcji. Substraty wrażliwe na środowisko kwaśne można zredukować w warunkach silnie zasadowych metodą Wolffa-Kiżnera.